# Astrodinâmica

Um satélite orbitando a Terra tem uma velocidade tangencial e uma aceleração para dentro

A mecânica orbital ou astrodinâmica é a aplicação da balística e da mecânica celeste aos problemas práticos relativos ao movimento de foguetes e outras naves espaciais. O movimento desses objetos é geralmente calculado a partir das leis do movimento de Newton e da lei da gravitação universal. A mecânica orbital é uma disciplina central no projeto e controle de missões espaciais.
A mecânica celeste trata de forma mais ampla a dinâmica orbital de sistemas sob a influência da gravidade, incluindo naves espaciais e corpos astronômicos naturais, como sistemas estelares, planetas, luas e cometas. A mecânica orbital se concentra em trajetórias de naves espaciais, incluindo manobras orbitais, mudanças de planos orbitais e transferências interplanetárias, e é usada por planejadores de missões para prever os resultados de manobras de propulsão.
A relatividade geral é uma teoria mais exata do que as leis de Newton para calcular órbitas e às vezes é necessária para maior precisão ou em situações de alta gravidade (por exemplo, órbitas próximas ao Sol).

## História
Até o surgimento das viagens espaciais no século XX, havia pouca distinção entre mecânica orbital e celeste. Na época do Sputnik, o campo foi denominado 'dinâmica do espaço'. As técnicas fundamentais, como as usadas para resolver o problema kepleriano (determinação da posição em função do tempo), são, portanto, as mesmas em ambos os campos. Além disso, a história dos campos é quase inteiramente compartilhada.
Johannes Kepler foi o primeiro a modelar com sucesso órbitas planetárias com um alto grau de precisão, publicando suas leis em 1605. Isaac Newton publicou leis mais gerais do movimento celeste na primeira edição de Philosophiæ Naturalis Principia Mathematica (1687), que deu um método para encontrar a órbita de um corpo seguindo uma trajetória parabólica a partir de três observações. Isso foi usado por Edmond Halley para estabelecer as órbitas de vários cometas, incluindo aquele que leva seu nome. O método de aproximação sucessiva de Newton foi formalizado em um método analítico por Leonhard Euler em 1744, cujo trabalho foi, por sua vez, generalizado para órbitas elípticas e hiperbólicas por Johann Heinrich Lambert em 1761-1777.
Outro marco na determinação da órbita foi a assistência de Carl Friedrich Gauss na "recuperação" do planeta anão Ceres em 1801. O método de Gauss foi capaz de usar apenas três observações (na forma de pares de ascensão reta e declinação), para encontrar o seis elementos orbitais que descrevem completamente uma órbita. A teoria da determinação da órbita foi posteriormente desenvolvida até o ponto em que hoje é aplicada em receptores GPS, bem como no rastreamento e catalogação de planetas menores recém-observados. A determinação e previsão de órbitas modernas são usadas para operar todos os tipos de satélites e sondas espaciais, pois é necessário conhecer suas posições futuras com alto grau de precisão.
A astrodinâmica foi desenvolvida pelo astrônomo Samuel Herrick no início da década de 1930. Ele consultou o cientista de foguetes Robert Goddard e foi encorajado a continuar seu trabalho em técnicas de navegação espacial, pois Goddard acreditava que seriam necessárias no futuro. As técnicas numéricas da astrodinâmica foram acopladas a novos computadores poderosos na década de 1960, e os humanos estavam prontos para viajar para a lua e retornar.